# Торир Хергейрссон
Торир Хергейрссон (исл. Thorir Hergeirsson; 27 апреля 1964, Аурборг) — исландский гандбольный тренер. С 2009 года — главный тренер женской сборной Норвегии.

## Биография
Родился 27 апреля 1964 года в  общине Аурборг  на юге Исландии.
С 2001 года Хергейрссон  находился в составе тренерского штаба норвежской национальной команды, где помогал Марит Брейвик. А 16 апреля 2009 года был представлен местной федерацией в качестве главного наставника. Ранее Торир работал в гандбольных клубах «Эльверум», «Гьерпен» и «Нербё».
21 марта 2017 года был награждён норвежским Орденом Заслуг I класса.

## Личная жизнь
Женат на Кирстен Гаард. Их дочь Мария Торисдоттир — профессиональная футболистка.

## Достижения
Женская сборная Норвегии
- Олимпийские игры:   (2012),   (2016, 2020)
- Чемпионат мира:   (2011, 2015, 2021),   (2017),  (2009)
- Чемпионат Европы:   (2010, 2014, 2016, 2020,2022),   (2012)

Личные
- Орден Исландского сокола (2025, Исландия)[6]
- Кавалер Ордена Заслуг I класса (2017, Норвегия)
- Женский тренер года по версии IHF (2011, 2012, 2014, 2015, 2016)